# Yangliu (köping i Kina, Shandong, lat 35,69, long 117,13)
Yangliu (kinesiska: 杨柳镇, 杨柳) är en köping i Kina. Den ligger i provinsen Shandong, i den östra delen av landet, omkring 110 kilometer söder om provinshuvudstaden Jinan. Antalet invånare är 33606. Befolkningen består av 16 623 kvinnor och 16 983 män. Barn under 15 år utgör 15,0 %, vuxna 15-64 år 73 %, och äldre över 65 år 11,0 %.
Genomsnittlig årsnederbörd är 857 millimeter. Den regnigaste månaden är juli, med i genomsnitt 283 mm nederbörd, och den torraste är januari, med 4 mm nederbörd.